# Zygina ulmi
Zygina ulmi är en insektsart som först beskrevs av M. Firoz Ahmed 1970.  Zygina ulmi ingår i släktet Zygina och familjen dvärgstritar. Inga underarter finns listade i Catalogue of Life.